# Косткі-Пенькі
Косткі-Пенькі (пол. Kostki-Pieńki) — село в Польщі, у гміні Сабне Соколовського повіту Мазовецького воєводства.
Населення — 41 особа (2011).
У 1975-1998 роках село належало до Седлецького воєводства.

## Демографія
Демографічна структура станом на 31 березня 2011 року:
|          | Загалом | Допрацездатний вік | Працездатний вік | Постпрацездатний вік |
| -------- | ------- | ------------------ | ---------------- | -------------------- |
| Чоловіки | 19      | 1                  | 14               | 4                    |
| Жінки    | 22      | 2                  | 7                | 13                   |
| Разом    | 41      | 3                  | 21               | 17                   |